# Graziler Kleintenrek
Der Grazile Kleintenrek (Microgale gracilis), auch Graziler Kleintanrek genannt, ist eine Säugetierart aus der Gattung der Kleintenreks innerhalb der Familie der Tenreks. Er bewohnt ein relativ großes Gebiet im östlichen Teil von Madagaskar, das sich von Nord nach Süd erstreckt und vor allem die mittleren und höheren Berglagen einnimmt. Dort bevorzugen die Tiere tropische Regenwälder. Allgemein werden sie nur selten gesichtet. Es handelt sich um mittelgroße Angehörige der Kleintenreks, die wie ihren Verwandten einen spindelförmigen Körper, kräftige Gliedmaßen und einen langschmalen, vorn spitz zulaufenden Kopf haben. Besondere Kennzeichen sind der nackte Nasenspiegel, der besonders leicht gebaute Schädel und die breiten Vorderfüße. Letztere lassen vermuten, dass der Grazile Kleintenrek unterirdische Baue gräbt, über die Lebensweise liegen ansonsten kaum Informationen vor. Die Art wurde im Jahr 1896 beschrieben, der Bestand ist derzeit nicht bedroht.

## Merkmale

### Habitus
Der Grazile Kleintenrek gehört zu den mittelgroßen Vertretern der Kleintenreks und ähnelt in Aussehen und Größe dem Nacktnasen-Kleintenrek (Microgale gymnorhyncha). Zwei untersuchte Individuen aus dem Andringitra-Gebirge im südöstlichen Madagaskar besaßen eine Gesamtlänge von 18,0 und 18,2 cm, die Kopf-Rumpf-Länge betrug dabei 10,5 beziehungsweise 9,4 cm und die Schwanzlänge 7,5 beziehungsweise 8,4 cm. Im Vergleich dazu wiesen sechs Individuen aus dem Anosyenne-Gebirge, ebenfalls im südöstlichen Madagaskar gelegen, eine Körperlänge von 8,8 bis 9,6 cm und eine Schwanzlänge von 8,3 bis 8,8 cm auf. Das Körpergewicht variierte von 21,5 bis 24 g. Vom Marojejy-Massiv im nordöstlichen Madagaskar wurde ein Individuum untersucht, welches von Kopf bis Rumpf 8,5 cm und am Schwanz 9,3 cm lang war, das Körpergewicht lag bei 19,5 g. Insgesamt ähneln die Tiere im äußeren Erscheinungsbild wie die anderen Kleintenreks einer Spitzmaus. Der Körper ist spindelförmig, die Gliedmaßen sind kurz sowie kräftig und der langschmale Kopf endet vorn zugespitzt. Der Schwanz erreicht etwa die Länge des restlichen Körpers oder wird etwas kürzer. Das Rückenfell hat eine dunkelbräunliche Farbgebung mit gelblich braunen Einsprenkelungen, auf der Unterseite überwiegt ein dunkles Grau mit gelblich braunen Einwaschungen. Der Schwanz ist zweigefärbt, oberseits zeigt er sich dunkelbraun, unterseits hellbraun. Auffallend erscheint die langgestreckte Schnauze, die eine rüsselartige Nase bildet, deren Nasenspiegel wie beim Nacktnasen-Kleintenrek unbehaart ist. Der Nasenspiegel reicht etwa 4 bis 5 mm nach hinten und ist damit nicht ganz so weit ausgedehnt wie beim Nacktnasen-Kleintenrek. Die Oberfläche wird von einem netzartigen Riffelmuster überzogen, die Riefen im hinteren Bereich sind unvollständig ausgebildet. Der Kopf ist mit kleinen Ohren und kleinen Augen ausgestattet, erstere haben eine Länge von 15 bis 18 mm und berühren, wenn nach vorn geklappt, den hinteren Rand der Augen. Teilweise sind die Ohren vom Fell überdeckt. An den Vorder- und Hinterpfoten befinden sich jeweils fünf Zehen. Vor allem die Vorderfüße sind sehr breit, die Krallen übertreffen die der Hinterfüße an Länge. Der Hinterfuß weist eine Länge von 18 bis 20 mm auf.  Weibchen besitzen ein Paar an Zitzen in der Brust- und zwei Paare in der Leistengegend.

### Schädel- und Gebissmerkmale
Der Schädel des Grazilen Kleintenreks ist ausgesprochen lang und leicht gebaut. Die größte Länge variiert von 27,5 bis 29,6 mm, die größte Breite im Bereich des Hirnschädels misst 9,2 bis 11,1 mm. Das Rostrum ist verlängert, schlank und niedrig, die Breite beträgt hier auf der Höhe des vorderen Prämolaren maximal 2,7 mm. Dadurch erscheint der Schädel noch leichter gebaut als beim Nacktnasen-Kleintenrek. Das Nasenbein reicht weit nach hinten bis in die Zwischenaugenregion, vorn steht es auf Höhe des vorderen Prämolaren mit dem Mittelkieferknochen in Kontakt. Der hinter Schädelbereich ist gerundet, moderat verbreitert und lang. Das Scheitelbein wirkt eher klein gegenüber dem lang ausgezogenen Stirnbein, das Hinterhauptsbein ist er niedrig gebaut. Der Unterkiefer hat eine langgestreckte Form und spitzt sich nach vorn zu, das Foramen mentale liegt unterhalb des vorderen oder zwischen den beiden ersten Prämolaren. Die Zahnformel lautet {\displaystyle {\frac {3.1.3.3}{3.1.3.3}}}, das Gebiss setzt sich somit aus 40 Zähnen zusammen. Es ist sehr grazil gebaut, die oberen Schneide- und Eckzähne sind sehr schlank sowie vergleichbar groß und ähneln sich in ihrer Form. Am unteren Eckzahn fehlt das zusätzliche vordere Höckerchen an der Zahnkrone, welches beim Nacktnasen-Kleintenrek vorkommt. Zwischen allen oberen vorderen Zähnen und den ersten beiden Prämolaren (P2 und P3) bestehen einzelne Diastemata, die vor allem zwischen den Vormahlzähnen extrem weit sind, noch weiter als beim Nacktnasen-Kleintenrek. Teilweise ist zungenseitig am oberen ersten Prämolar ein Zahnschmelzwulst ausgebildet (Cingulum). Die Molaren gleichen mit ihrem zalambdodonten Kauflächenmuster bestehend aus drei Haupthöckerchen weitgehend denen der anderen Kleintenreks. Wie bei diesen ist der hintere obere Mahlzahn in seiner Größe reduziert. Die Länge der oberen Zahnreihe schwankt zwischen 9,9 und 14,9 mm.

## Verbreitung

Verbreitungsgebiet des Grazilen Kleintenreks

Der Grazile Kleintenrek ist ein endemischer Bewohner der Insel Madagaskar. Sein Vorkommen beschränkt sich dabei auf einen mehr oder weniger breiten Streifen im östlichen Teil der Insel. Bedeutende Vorkommen befinden sich im nordöstlichen Madagaskar an den Massiven von Marojejy und Anjanaharibe in der Provinz Antsiranana. Weiter südlich im zentralen Hochland sind unter anderem das Waldgebiet von Nosiarivo am Ankaratra-Massiv und das Waldgebiet von Tsinjoarivo in der Provinz Antananarivo zu nennen, während im südöstlichen Madagaskar die Art unter anderem aus dem Waldgebiet von Ranomafana und dem Andringitra-Gebirge in der Provinz Fianarantsoa sowie aus dem Anosyenne-Gebirge in der Provinz Toliara nachgewiesen ist. Als Lebensraum dienen feuchte Bergwälder in Höhenlagen von etwa 1200 bis 2000 m. Über die Häufigkeit der Tiere liegen wenige Informationen vor, möglicherweise sind sie schwer zu beobachten. In einigen Gebieten, etwa dem Andringitra-Gebirge, kommt der Grazile Kleintenrek in direkter Sympatrie mit dem Nacktnasen-Kleintenrek (Microgale gymnorhyncha) vor.

## Lebensweise
Über die Lebensweise des Grazilen Kleintenreks liegen lediglich vereinzelte Informationen vor. Alle Tiere wurden bisher am Boden oder im flachen Unterholz gefangen. Weiterhin lässt der Körperbau, etwa die verbreiterten Vorderfüße, die kleinen, teils vom Fell verborgenen Ohren und die ebenfalls kleinen Augen auf eine teilweise unterirdische Lebensweise schließen. Laut Isotopenuntersuchungen an Tieren aus dem Waldgebiet von Tsinjoarivo ernähren sich diese hauptsächlich von Insekten. Jungtiere haben ein weniger stark gesprenkeltes Fell als Alttiere. Äußere Parasiten sind mit Flöhen der Gattung Paractenopsyllus nachgewiesen.

## Systematik
Der Grazile Kleintenrek ist eine Art aus der Gattung der Kleintenreks (Microgale) innerhalb der Familie der Tenreks (Tenrecidae). Die Kleintenreks bilden zusammen mit den Reiswühlern (Oryzorictes) und den Vertretern der Gattung Nesogale die Unterfamilie der Reistenreks (Oryzorictinae). Sie sind außerdem sehr variantenreich und stellen mit mehr als 20 Arten das zahlenmäßig stärkste Mitglied der Tenreks dar. Einige morphologische Merkmale lassen annehmen, dass die Kleintenreks eine eher ursprüngliche Stellung innerhalb der Familie einnehmen. Sie formten sich, laut molekulargenetischen Untersuchungen, bereits im Unteren Miozän vor etwa 16,8 Millionen Jahren heraus und diversifizierten sich in der Folgezeit in großem Maße. Die heutigen Vertreter sind an verschiedene Lebensweisen angepasst, so kommen teils unterirdisch grabende, oberirdisch lebende beziehungsweise baumkletternde und wasserbewohnende Arten vor. Der weitaus größere Teil der Kleintenreks lebt in den feuchten Wäldern des östlichen Madagaskars, einige wenige Formen haben auch die trockeneren Landschaften des westlichen Inselteils erschlossen. Innerhalb der Gattung können sowohl morphologisch als auch genetisch verschiedene Verwandtschaftsgruppen unterschieden werden. Im äußeren Erscheinungsbilde ähnelt der Grazile Kleintenrek dem erst 1996 eingeführten Nacktnasen-Kleintenrek (Microgale gymnorhyncha), aus genetischer Sicht steht er allerdings einer Gruppe bestehend aus dem Thomas-Kleintenrek (Microgale thomasi), dem Cowan-Kleintenrek (Microgale cowani) und dem Dunklen Kleintenrek (Microgale jobihely) nahe.
Die wissenschaftliche Erstbeschreibung des Grazilen Kleintenreks geht auf Charles Immanuel Forsyth Major aus dem Jahr 1896 zurück. Er benutzte dabei die Bezeichnung Oryzoryctes gracilis (unter Falschschreibung der Bezeichnung Oryzorictes für die Reiswühler). Major standen zwei Individuen zur Verfügung. Der Holotyp, ein 9,3 cm langes Individuum mit 8,1 cm langem Schwanz, stammt aus dem Waldgebiet von Ambohimitombo, etwa 43 km südöstlich von Ambositra in der Provinz Fianarantsoa, die Region stellt die Typuslokalität dar. In der Erstbeschreibung erwähnte Major ein zweites Tier aus einem Gebiet östlich von Antananarivo, das nur als Skelett vorlag. Das Artepitheton gracilis bezieht sich auf den sehr leicht gebauten Schädel. Insgesamt sah Major Ähnlichkeiten zu den Kleintenreks, jedoch hielt ihn der charakteristisch grazile Schädel davon ab, seine neue Art in diese Gattung zu verweisen. Zwar favorisierte er prinzipiell die Etablierung einer neuen Gattung, er stellte aber stattdessen den Grazilen Kleintenrek provisorisch zu den Reiswühlern. Erst mehr als zwanzig Jahre später kreierte Oldfield Thomas mit Leptogale eine neue Gattung für den Grazilen Kleintenrek, die er anhand des feinen Schädelbaus und der weiten Diastemata zwischen den Prämolaren definierte. Allgemein ist die Gattung Leptogale nicht anerkannt und gilt als synonym zu Microgale. Allerdings stufte Henri Heim de Balsac sie zwischenzeitlich, 1972, als Untergattung der Kleintenreks ein.
Unterarten des Grazilen Kleintenreks sind nicht bekannt. Seit seiner Erstbeschreibung bis weit in die zweite Hälfte des 20. Jahrhunderts war die Art lediglich mit dem Typusmaterial belegt. Ausnahmen bilden zwei Individuen, die bereits in den 1970er Jahren im Andringitra-Gebirge beobachtet worden waren. Ein aus Fanovana im zentralen Hochland in der Provinz Toamasina stammendes Tier erwies sich später als Vertreter des Nacktnasen-Kleintenreks. Erst mit den umfangreichen Expeditionen der 1990er Jahre, in deren Mittelpunkt die Erforschung der biologischen Vielfalt Madagaskars stand, konnten nicht nur nach und nach weitere Exemplare entdeckt, sondern auch das tatsächliche Verbreitungsgebiet der Art genauer umrissen werden.

## Bedrohung und Schutz
Der Grazile Kleintenrek hat ähnlich den meisten anderen Gattungsmitgliedern, die im östlichen Madagaskar vorkommen, ein relativ großes Verbreitungsgebiet, die Population wird daher als entsprechend groß angenommen. Die Tiere können sich außerdem an veränderte Lebensräume anpassen. Größere Bedrohungen sind aufgrund der Verbreitung in höheren Gebirgslagen nicht bekannt. Obwohl der Bestand abnimmt wird Microgale gracilis von der IUCN als „nicht gefährdet“ (least concern) gelistet. Die Tiere sind in mehreren Schutzgebieten präsent, dazu gehören der Nationalpark Marojejy, der Nationalpark Ranomafana, der Nationalpark Andringitra und der Nationalpark Andohahela. Für einen besseren Schutz der Art sind Untersuchungen zur genauen Verbreitung und Häufigkeit notwendig.